# زيتوناوية
الزيتوناوية (الاسم العلمي: Oleeae) هي قبيلة من النباتات تتبع فصيلة الزيتونية من الرتبة الشفويات.

## أجناس الزيتوناوية
- تحت قبيلة الزيتونينة
  - الزيتون
  - العبقة
- تحت قبيلة التمرحنينة
  - الليلك
  - التمرحنة